# Fausset
Le fausset, également appelé la voix de tête ou voix de fausset, est une technique vocale utilisant le registre le plus aigu (mise à part la voix de sifflet) — parfois appelé « mécanisme 2 de tête », ou « registre léger » — obtenu en accolant les cordes vocales avec une faible pression, obtenant ainsi un bord d'accolement mince permettant les notes aiguës de la voix de tête. Le terme est surtout utilisé afin de distinguer ce type d’émission de voix de la technique opposée, plus habituelle, utilisant la voix de poitrine — ou « mécanisme 1 de poitrine » — souvent considérée comme plus naturelle[réf. nécessaire]. 
Le falsetto (terme d'origine italienne), technique assez proche de la voix de tête pure, se distingue néanmoins de cette dernière car ici, les cordes vocales ne sont pas entièrement accolées, d'où un passage d'air plus important et la présence d'un souffle dans la voix. Le falsetto — ou la « sexy head voice » en anglais — est donc moins puissant et donne un effet plus doux. La voix de fausset et le falsetto sont des techniques vocales qui se retrouvent beaucoup dans les musiques pop contemporaines.

## Musique classique
En musique classique, le chanteur utilisant sa voix de fausset est appelé contreténor ou falsettiste. Cette typologie vocale a longtemps été utilisée, dans la musique profane aussi bien que sacrée, du Moyen Âge jusqu’au XVIIIe siècle.
- À la naissance du « bel canto » — au début du XVIIe siècle —, les falsettistes ont progressivement été concurrencés par les hautes-contre, les ténors et surtout, les castrats, puis ont fini par disparaître à la période classique.
- Au cours du XIXe siècle, la technique sera presque complètement délaissée, à l’exception toutefois des emplois comiques masculins du théâtre — ténor bouffe et basse bouffe — qui utiliseront parfois le falsetto exclusivement dans le but d’accentuer le caractère grotesque des personnages qu’ils incarnent, mais jamais comme technique à part entière.
- Après une éclipse de presque deux cents ans, cette technique vocale a été remise à l’honneur par Alfred Deller au milieu du XXe siècle, à l’occasion de la redécouverte du répertoire dit « ancien », c’est-à-dire, celui couvrant la musique médiévale, la musique de la Renaissance et la musique baroque.

## Musique traditionnelle
Le yodel, technique vocale des montagnes de Suisse et du Tyrol, dont la principale caractéristique est d’utiliser en alternance la voix de fausset et la voix de poitrine, consiste en une succession rapide d’intervalles vocalisés mettant en valeur le passage entre les deux registres.

## Musique contemporaine
De nombreux chanteurs et groupes de musique pop et rock de la deuxième moitié du XXe siècle utilisent la voix de fausset dans leurs concerts ou leurs albums. Liste non exhaustive : 
Les chanteurs de la période doo-wop utilisèrent fréquemment cette technique, par exemple Del Shannon (Rag doll), Frankie Valli, ou bien encore Jackie Wilson dans Reet petite.
Brian Wilson des Beach Boys l'utilise régulièrement.
Les Beatles l'utilisent dès 1964 le temps d'une mesure dans leur chanson Tell me Why. 
La technique est typique de la New wave of British heavy metal à la fin des années 1970 : Rob Halford de Judas Priest et King Diamond sont ainsi considérés comme parmi les plus grandes voix du heavy metal du fait de leur maîtrise de cette technique. Des groupes de speed metal et de power metal utilisent également cette technique. 
Roger Taylor, le batteur de Queen, a utilisé la voix de fausset dans des chansons lorsqu'il participait à des passages chantés. Mike Brant faisait souvent des passages en voix de tête très puissante, notamment à la fin de la chanson Laisse moi t'aimer. Le jamaïcain Cedric Myton, du groupe The Congos, en a fait sa spécialité dès l'album Heart of the Congo en 1977. Michael Jackson utilise la voix de fausset dans Don't Stop 'Til You Get Enough (1979). Mick Jagger chante la plus grande partie de Emotional Rescue en voix de fausset, en 1980. Phil Collins utilise aussi cette technique dans plusieurs chansons de Genesis.
Mika joue avec cette technique dans ses morceaux (comme Love Today, Grace Kelly ou Relax (Take it Easy). Philip Bailey d'Earth, Wind and Fire utilisèrent souvent cette technique de chant, de même que le groupe funk Imagination. Morten Harket, chanteur du groupe norvégien A-Ha, chante régulièrement en voix de fausset, notamment sur le tube Take on Me.
John Frusciante, guitariste des Red Hot Chili Peppers, a souvent utilisé la voix de fausset pour modeler les chœurs, discrets, mais omniprésents. Pharrell Williams l'utilise aussi. La voix de fausset est une technique qui caractérise également la voix de Russel Mael des Sparks.
La voix de fausset est une technique vocale qui fait la particularité du chanteur Peter Gabriel, ainsi que de Jimmy Somerville (chanteur des Communards) ou de Matthew Bellamy (chanteur de Muse, particulièrement dans leurs chansons Micro cuts ou Showbiz). La technique est utilisée par ailleurs par Colin Blunstone, dans beaucoup de titres des Bee Gees par Barry Gibb, ou encore par Christophe, Patrick Juvet, Michel Polnareff (notamment dans Lettre à France), George Michael, Prince, Alain Chamfort, Daniel Balavoine, etc. Le chanteur Kazakh Dimash Qudaibergen possède un registre de tête particulièrement puissant et étendu, s’apparentant à celui d’une soprano, qu’il utilise fréquemment dans ses chansons.

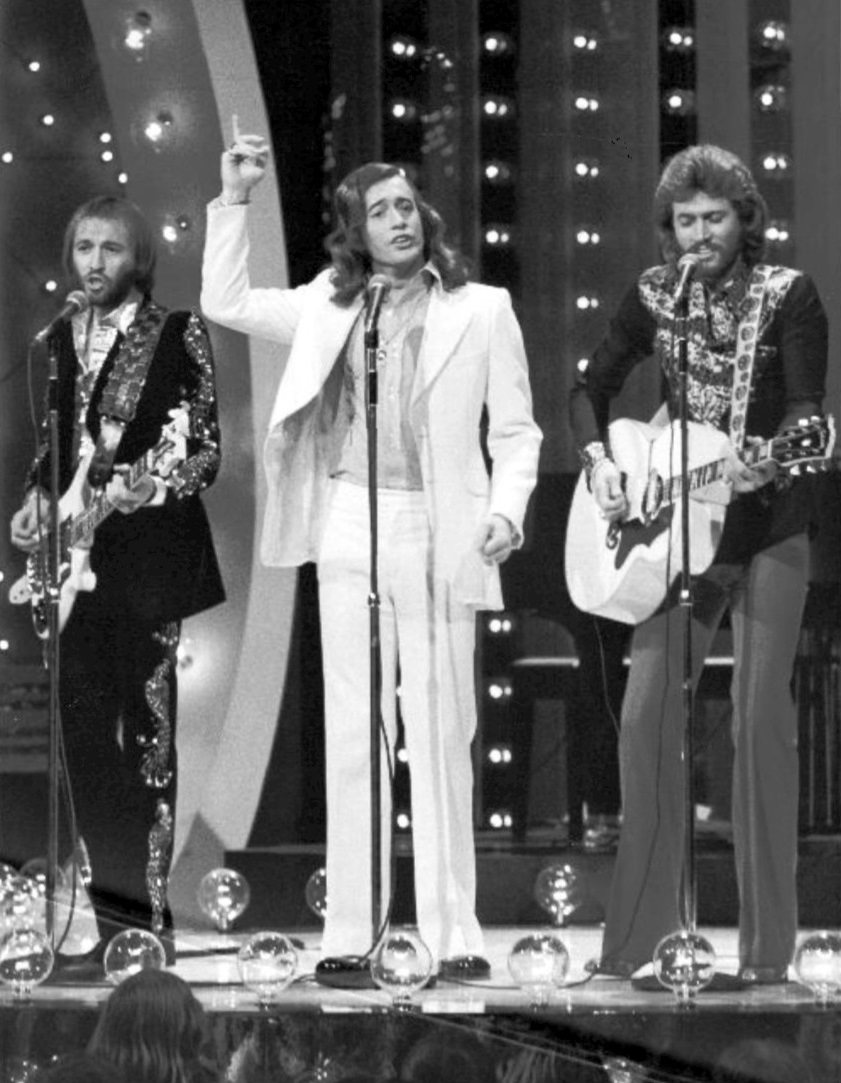
Les Bee Gees.

Aujourd'hui, l'artiste canadien The Weeknd se démarque grâce à cette technique vocale.